# Самаэль

Эвелин де Морган. Ангел Смерти. 1881.

Самаэ́ль, также Самаи́л, Самае́л (др.-евр. סמאל‬ ← סַם‎ [сам] «яд» + אֵל‎ [эль] «бог») — начальник демонов, разрушительная сила и ангел смерти в Талмуде. Находится в вечном противоборстве с архангелом Михаилом (Михаэлем). Вражда между двумя бесплотными духами началась с того дня, когда Самаэль был низвергнут с небес: падший ангел пытался увлечь Михаила за собой в преисподнюю. Должен быть убит по приказанию Бога, одновременно с уничтожением всякого греха, пророком Илией.
По Каббале, Самаэль — дух зла, стоящий во главе семи отрицательных «сефирот».
С точки зрения некоторых оккультистов, Михаил и Самаэль являются главными мировыми эгрегорами: Михаил представляет добро и единение почивших святых, а также правильно живущих людей и добрых мыслей, а Самаэль — эгрегор зла, единение умерших или живущих злых людей и злых желаний и мыслей.

## В иудаизме
Он ответствен за грехопадение Евы, которая от Самаэля родила Каина.
Ялкут Шимони говорит о Самаэле, как об ангеле-хранителе Исава. В Мишне Самаэль обозначен как ангел-хранитель Эдома.
В каббале Самаэль считается ангелом смерти, главным правителем Пятого Неба и одним из семи регентов мира. В книге «Каббала» А. Э. Уэйта Самаэль описывается как «суровость Бога» и указан как один из пяти архангелов в сфире Гебура. Также Самаэль является мужем Лилит, после того как та оставила Адама. Согласно Книге Зоар, Самаэль также был отцом и мужем демонических блудниц Нахемы (Ноемы) и Аграт бат Махалат.
Самаэль упоминается в легендах о Беште, который нашел дом Самаэля, бродя по карпатскому лесу.